# جورنال الخديوي
كان جُورنَالُ الخُدَيوِيِّ (بالتركية العثمانية: جرنال الخديوى) أول دورية مطبوعة باللغة العربية، حيث نُشرت لأول مرة في الربع الأول من القرن التاسع عشر الميلادي.
صدر الجورنالُ بلغتين: التركية العثمانية والعربية، ولم يصدر له سوى 100 نسخةٍ. في البداية استعمل الجورنالُ الطباعةَ الحجرية، وكُتِبَ بخطِّ اليد، وصدرت بمعدلٍ غيرِ مُنتظمٍ، وحتى أن باتت تَصدُرُ لاحقًا أسبوعيًّا، ومن ثم يوميًّا. في أواخر عام 1828 م، استُبدِلَ الجورنالُ بصحيفة الوقائع المصرية، تحت أمر من حاكم مِصر آنذاك محمد علي باشا.